# Vice (vigenjc)
Vigenjc Vice je v Sloveniji edina v celoti ohranjena kovačnica za ročno kovanje žebljev.  Nahaja se v Kropi na Gorenjskem ob potoku Kroparica. 
Na Gorenjskem je večstoletna tradicija kovaštva, ki je bilo razvito tudi v Kropi. Tu so ročno izdelovali predvsem žeblje. Te so kovali v deloma kamnitih, deloma lesenih stavba ob vodnem toku s kolesom za pogon mehov – vigenjcih. V preteklosti je bilo v Kropi veliko vigenjcev, v celoti pa se je ohranil le vigenjc Vice. Vigenjci so stali ob rečici Kroparica, tako da so lahko uporabljali vodni pogon za kovaške mehove, norce (mehanska kladiva) ...
V vigenjcu je delala in čez dan živela celotna družina, pri kovanju so pomagali žena in otroci. 
- Kovač pri delu
- Vodno kolo za pogon naprav
- Notranja stran skrilaste strehe
- Gretje železa na ognjišču
- Na ognjiščih so tudi kuhali